# 仇宝琴
仇宝琴（1944年—），女，山西榆次人，中国乒乓球运动员。她曾获得1972年亚洲乒乓球锦标赛女子团体金牌和1973年世界乒乓球锦标赛女子双打银牌。